# 897-й гвардійський гарматний артилерійський полк (СРСР)
897-й гвардійський гарматний артилерійський Київський Червонопрапорний ордена Богдана Хмельницького полк — військове формування артилерійських військ Радянської армії, що існувало у 1942—1992 роках. Полк базувався у м. Тернопіль. Перебував у складі 26-ї артилерійської дивізії.
В 1992 році, після розпаду СРСР, полк увійшов до складу Збройних сил України як 897-й гарматний артилерійський полк.

## Історія

### Друга світова війна
У серпні 1942 року відбувалася важлива битва Другої світової війни ― битва за Сталінград, що стала переломним моментом у ході бойових дій, після яких німецькі війська остаточно втратили стратегічну ініціативу. Готуючись до знищення Сталінградського угрупування військ противника, радянським військам знадобилася велика кількість артилерії, об’єднаної у потужні артилерійські з’єднання. У цей час у складі 1-ї артилерійської дивізії РГК і була сформована 19-та гарматна артилерійська бригада, яку згодом перейменовано у 1-шу гарматну артилерійську бригаду та присвоєно почесне найменування «Гвардійська» за розгром ворога.
Бригада стала однією з трьох артилерійських частин СРСР, якій за героїзм, проявлений бійцями при визволенні столиці України 6 листопада 1943 року присвоєно почесне найменування «Київська». З 14 березня по 15 квітня 1944 року бригада брала участь у визволенні Тернополя, знищенні оточеного угрупування противника та прориві оборони німецьких військ на ділянці Тернопіль-Проскурів.

### Холодна війна
З 1970-х полк перебував у складі 26-ї артилерійської дивізії. Дислокувався у Тернополі.
В 1992 році, після розпаду СРСР, полк склав присягу на вірність Україні і увійшов до складу Збройних сил України як 897-й гарматний артилерійський полк.

## Озброєння
Оснащення на 19.11.90 (за умовами УЗЗСЄ):
- 48 152мм 2А65 «Мста-Б»
- 4 2С1 «Гвоздика»
- 9 2С3 «Акація»
- 6 122-мм гаубиця Д-30
- 1 ПРП-3
- 2 ПРП-4
- 12 1В18
- 4 1В19
- 1 Р-145БМ
- 2 БТР-60